# Самсон (бомбардирский корабль, 1740)
«Самсон» — парусный бомбардирский корабль Балтийского флота Российской империи, участник русско-шведской войны 1741—1743 годов.

## Описание корабля
Один из двух парусных бомбардирских кораблей одноимённого типа, строившихся в 1739—1740 годах в Санкт-Петербурге. Длина корабля составляла 31,1 метра, ширина — 8,3 метра, а осадка — 3,8 метра. Вооружение судна в разное время могли составлять от 10 до 14 орудий, включавшие в максимальной комплектации две 5-пудовые мортиры, две 3-пудовые гаубицы и десять 6-фунтовых пушек.

## История службы
Бомбардирские корабли «Самсон» и «Юпитер» были заложены в Санкт-Петербургском адмиралтействе 27 июня (8 июля) 1739 года и после спуска на воду 1 (12) июля 1740 года вошли в состав Балтийского флота России. Строительство обоих кораблей вёл кораблестроитель в ранге капитан-командора Р. Рамз.
В сентябре кампании 1740 года отряд спущенных на воду в этот год кораблей, состоящий помимо прама из однотипного с ним бомбардирского корабля «Юпитер» и двух прамов «Олифант» и «Дикий бык» выходил в практическое плавания к Красной горке на испытания ходовых качеств. «Для лучшего усмотрения их действа» к отряду кораблей был направлен капитан 1-го ранга Я. Опий на фрегате «Воин»:

… и был там при пробе показанных кораблей и прамов и пробовал при себе в ходу под парусами по ветру и против ветру, как по морскому искусству надлежит, и как оные совсем апробованы будут, тогда оным кораблям и прамам, также и фрегату Воину возвратиться к кронштадскому порту, и в каком действии оные корабли и прамы в ходу под парусами и в бросании с кораблей бомбами по пробе явятся, о том со всеми обстоятельствами в адмиралтейскую коллегию рапортавать— Сообщение графа Головина Адмиралтейств-коллегии, 1740 года сентября 6
По результатам испытаний бомбардирские корабли по ходовым качествам оказались лучше «Воина», а прамы «во время хождения под парусами имеют весьма штейф и действие против ветру и по ветру изрядно, токмо великое склонение от ветра, и против фрегата следовать не могут».
Принимал участие в русско-шведской войне 1741—1743 годов. В кампанию 1741 года находился в составе эскадры, стоявшей всё лето на Кронштадтском рейде, и использовался для обучения экипажа. После чего был оставлен на рейде до 10 (21) ноября для защиты Котлина. В кампанию 1742 года 9 (20) июня покинул Кронштадт в составе отряда, который ушёл к острову Лавенсари и присоединился к находившейся там эскадре контр-адмирала Д. С. Калмыкова. С 24 июня (5 июля) по 3 (14) августа для обучения экипажа совершал плавание в шхерах в составе практического отряда, а 3 (14) августа вышел в финских залив и вошёл в состав крейсирующей там эскадры, с которой 26 сентября (7 октября) прибыл в Ревель.
В кампанию 1743 года с 30 апреля (11 мая) входил в состав эскадры контр-адмирала Я. С. Барша, которая в этих числах вышла из Ревеля на поиски неприятельского флота. 10 (21) мая эскадра объединилась c кронштадтской эскадрой в районе острова Оденсгольм. 6 (17) июня у полуострова Гангут были обнаружены суда флота противника и корабли объединённой эскадры встали на якорь. «Самсон» в составе отряда бомбардирских кораблей был направлен вперёд для обстрела неприятеля, и после перестрелки шведские корабли ушли от Гангута. На следующий день эскадра вышла в крейсерское плавание в Финский залив. 12 (23) июля суда эскадры попали в шторм, при этом «Самсон» потерял грот-мачту и бушприт, в связи с чем он был взят на буксир госпитальным кораблем «Новая Надежда» и 4 (15) августа приведён им в Ревель.
В июне 1745 года совершил плавание из Ревеля в Кронштадт. В 1746, 1748, 1750 и 1751 годах выходил в практические плавания в Финский залив в составе эскадр кораблей Балтийского флота.
В 1749 году находился в составе эскадры, доставившей из Данцига в Ревель имущество находившегося в то время в Германии русского корпуса. Бомбардирский корабль «Самсон» был разобран после 1751 года.

## Командиры корабля
Командирами бомбардирского корабля «Самсон» в разное время служили:
- капитан Г. Окулов (1740 год)[16];
- лейтенант майорского ранга В. Зенбулатов (1741 год)[17];
- лейтенант майорского ранга А. Бахтин (до июля 1742 года)[18];
- лейтенант майорского ранга Г. Якушкин (с июля 1742 года)[19];
- лейтенант майорского ранга Л. Милославский (1743 год)[20];
- мичман М. А. Борисов (1745 год)[21];
- лейтенант Е. Ф. Лаптев (1746—1750 годы)[21];
- лейтенант А. Норов (до июля 1751 года)[22];
- лейтенант Г. А. Спиридов (с июля 1751 года)[23].

### Комментарии
1. ↑  Второй корабль назывался «Юпитер»
2. ↑  102 фута.
3. ↑  27 футов 4 дюйма.
4. ↑  12 футов 6 дюймов.
5. ↑  Англичанин на русской службе, в российских документах встречаются варианты написания фамилии Рамз и Рамзай, а имени — Ричард и Юрий.